# Courier
Courier è un font monospaziato di tipo slab serif progettato per simulare i caratteri delle macchine per scrivere. Fu creato da Howard Kettler nel 1955.
Il design del Courier New apparve però per la prima volta nel 1950 e fu usato dall'IBM nelle proprie macchine da scrivere, delle quali divenne uno standard non detenendone i diritti d'esclusiva.
In quanto monospaziato, è stato largamente usato negli anni successivi nel mondo dei computer nelle situazioni in cui le colonne che contengono i caratteri dovevano essere esattamente allineate. È anche usato come standard industriale per tutte le sceneggiature o in una sua variante ed è ampiamente usato dai programmatori per scrivere codice sorgente.
Il Courier New a 12 punti è stato anche usato dal dipartimento di Stato degli Stati Uniti d'America come carattere standard fino al gennaio 2004 quando è stato sostituito dal Times New Roman a 14 punti. Tra le ragioni del cambio viene incluso il desiderio di avere un font più "moderno" e "leggibile".
Kettler ha rilasciato una dichiarazione circa “come” il nome è stato scelto; il carattere stava per essere diffuso con il nome di "Messenger", dopo aver preso il nome in considerazione, Kettler ha dichiarato "una lettera può essere un banale messaggero ('messenger') o può essere un corriere ('courier'), parola che irradia dignità, prestigio e stabilità".
Il Liberation Mono (un carattere tipografico che viene distribuito, con alcune eccezioni, tramite la licenza GNU General Public License) corrisponde strettamente alla metrica del Courier New che viene distribuito mediante la licenza proprietaria di Monotype Corporation.

## ASCII art
Courier è ampiamente usato nell'ASCII art perché è un carattere monospaziato disponibile universalmente. La ASCII art "solid-style" usa il contrasto tra parte scura e parte chiara di ogni carattere per disegnare un oggetto. Ogni simbolo può essere quantificato in pixels (qui a 12 punti):
| a  | b  | c  | d  | e  | f  | g  | h  | i  | j  | k  | l  | m  | n  | o  | p  | q  | r  | s  | t  | u  | v  | w  | x  | y  | z  |
| 21 | 25 | 18 | 25 | 24 | 19 | 28 | 24 | 14 | 15 | 25 | 16 | 30 | 21 | 20 | 27 | 27 | 18 | 21 | 17 | 19 | 17 | 25 | 20 | 21 | 21 |

| A  | B  | C  | D  | E  | F  | G  | H  | I  | J  | K  | L  | M  | N  | O  | P  | Q  | R  | S  | T  | U  | V  | W  | X  | Y  | Z  |
| 25 | 29 | 21 | 26 | 29 | 25 | 27 | 31 | 18 | 19 | 28 | 20 | 36 | 24 | 20 | 25 | 28 | 30 | 28 | 24 | 27 | 22 | 30 | 26 | 23 | 24 |

| ` | 1  | 2  | 3  | 4  | 5  | 6  | 7  | 8  | 9  | 0  | - | =  | ~ | ! | @  | #  | $  | %  | ^ | &  | *  | (  | )  | _ | +  |
| 2 | 16 | 19 | 20 | 23 | 23 | 23 | 16 | 26 | 23 | 24 | 6 | 12 | 9 | 9 | 36 | 30 | 26 | 20 | 7 | 24 | 21 | 13 | 13 | 9 | 13 |

| [  | ]  | \ | ;  | ' | , | . | / | {  | }  | \| | : | " | < | > | ?  |
| 17 | 17 | 8 | 11 | 4 | 7 | 4 | 8 | 16 | 16 | 13 | 8 | 8 | 9 | 9 | 13 |

## Nella programmazione

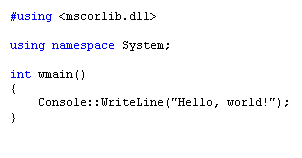
Esempio di codice scritto in Courier New

Courier New è stato usato ampiamente nella programmazione; in Microsoft Windows era il carattere monospaziato di default per un gran numero di applicazioni insieme al fixedsys, successivamente è stato sostituito dal Lucida Console.